# Patinoire d'Oulu
 (avril 2025).
Si vous disposez d'ouvrages ou d'articles de référence ou si vous connaissez des sites web de qualité traitant du thème abordé ici, merci de compléter l'article en donnant les références utiles à sa vérifiabilité et en les liant à la section « Notes et références ».
La patinoire d'Oulu (finnois : Oulun jäähalli) ou de nom commercial arène d'Oulu Energia (finnois : Oulun Energia Areena, en langage populaire patinoire de Raksila (finnois : Raksilan jäähalli) est une patinoire situé dans le quartier de Raksila à Oulu en Finlande. 

## Présentation
Elle est principalement utilisée pour le hockey sur glace, étant le domicile du club du Kärpät Oulu. 
L'arena ouvrit en 1974 et peut accueillir 6 614 personnes dont 4 760 assises et 1 854 debout. 
Elle portait précédemment le nom de Raksilan jäähalli. Le nom fut changé en 2006, en raison du sponsoring de  la société énergétique Oulun Energia, basé également à Oulu.

## Galerie

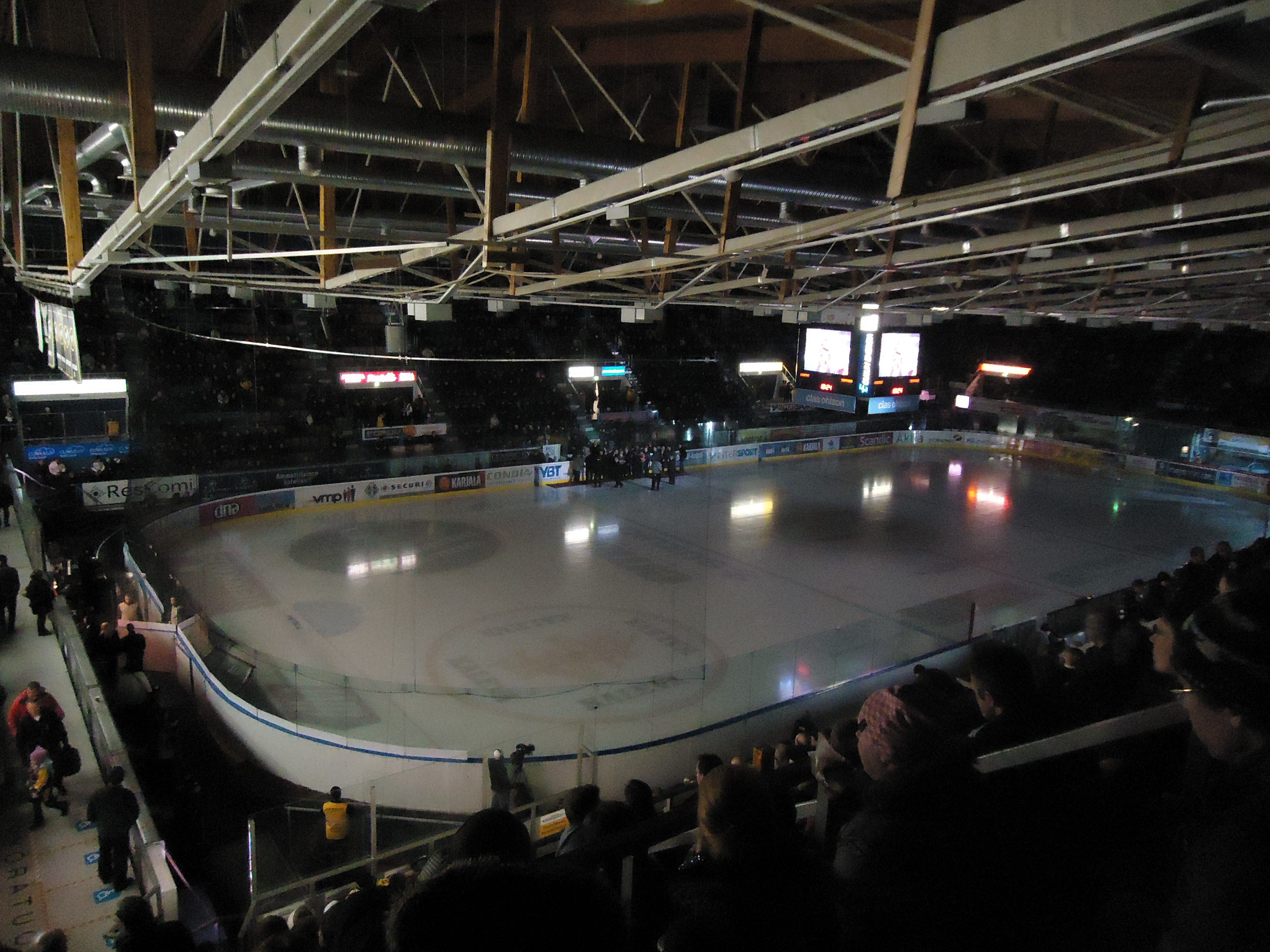
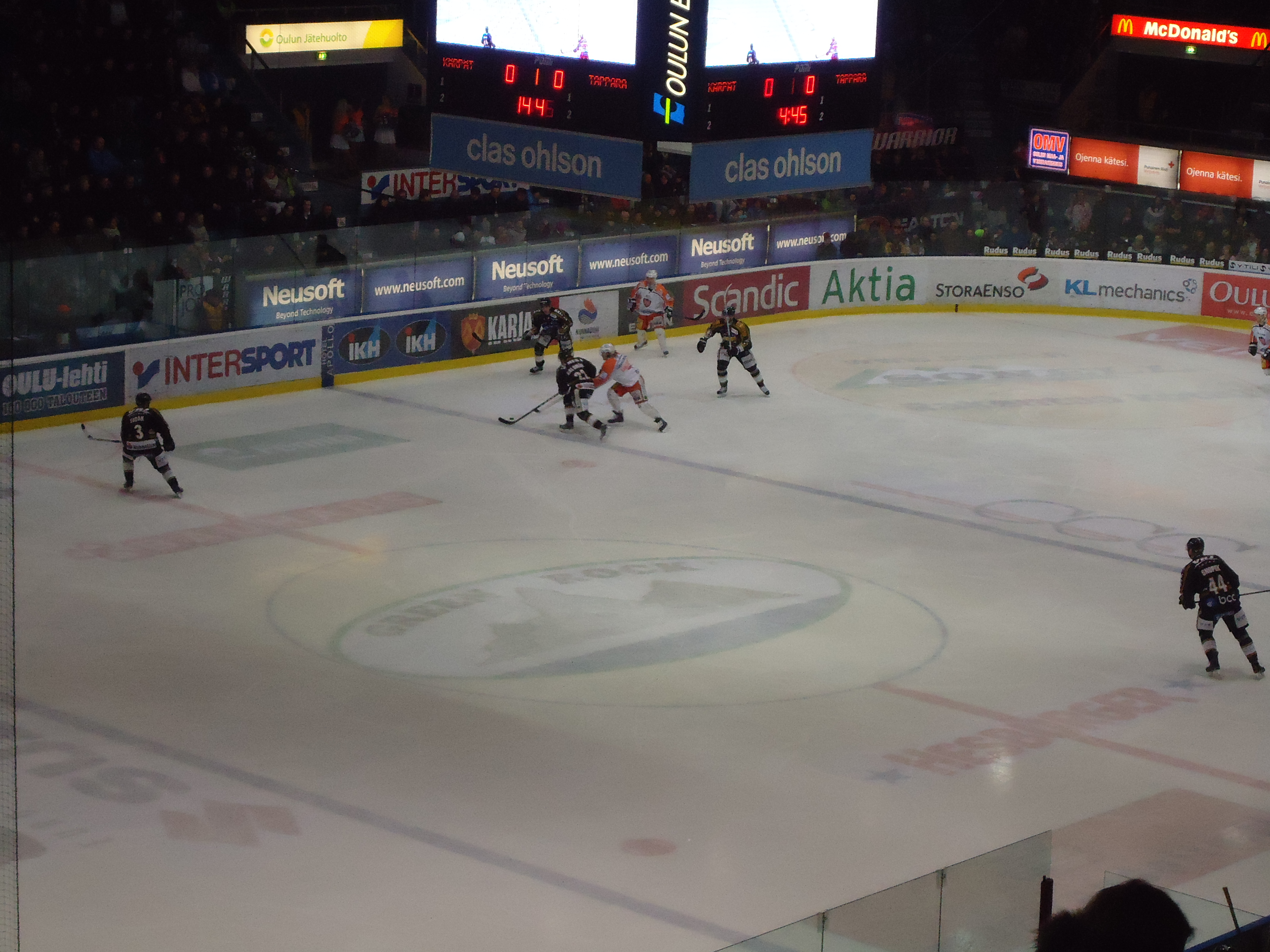
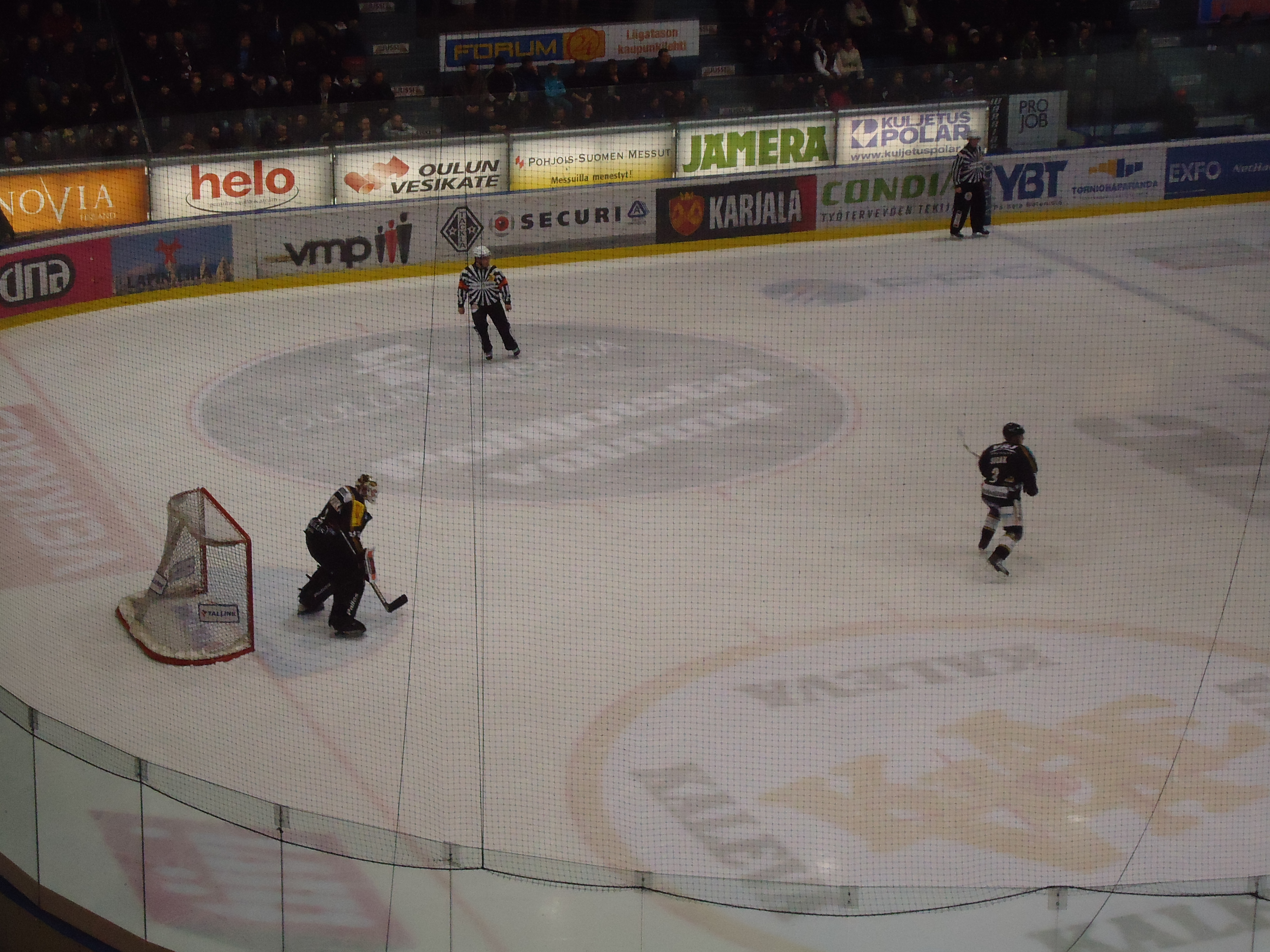